# Michael Streiter
Michael Streiter (Hall in Tirol, 1966. január 19. –) válogatott osztrák labdarúgó, hátvéd, edző.

## Pályafutása

### Klubcsapatban
Az SV Volders korosztályos csapatában kezdte a labdarúgást. 1983 és 1997 között a Wacker Innsbruck, a Swarovski Tirol, a Tirol Innsbruck labdarúgója volt. Az innsbrucki csapattal három bajnoki címet és egy osztrák kupagyőzelmet ért el. 1997 és 2000 között az Austria Wien csapatában szerepelt. 2000-ben ismét a Tirol Innsbruck játékosa volt. 2001-ben a WSG Wattens együttesében fejezte be az aktív labdarúgást.

### A válogatottban
1989 és 1999 között 34 alkalommal szerepelt az osztrák válogatottban és egy gólt szerzett. Tagja volt az 1990-es olaszországi világbajnokságon részt vevő csapatnak.

### Edzőként
2002–03-ban a Wacker Tirol, 2005 és 2007 között az SCR Altach vezetőedzője volt. 2007–08-ban a Red Bull Salzburg amatőr csapatának szakmai munkáját irányította. 2010-ben a Raika Volders, 2010 és 2013 között az SV Horn, 2013–14-ben a Wacker Innsbruck együtteseinél dolgozott edzőként.

## Sikerei, díjai
Tirol Innsburck
- Osztrák bajnokság
  - bajnok (3): 1988–89, 1989–90, 2000–01
- Osztrák kupa
  - győztes: 1988